# Ruokojärvi (sjö i Finland, Södra Savolax, lat 62,23, long 29,28)
Ruokojärvi är en sjö i Finland. Den ligger i kommunen Nyslott i landskapet Södra Savolax, i den sydöstra delen av landet, 300 km nordost om huvudstaden Helsingfors. Ruokojärvi ligger 90,5 meter över havet. Arean är 2,72 kvadratkilometer och strandlinjen är 24,04 kilometer lång. Sjön  ingår i Vuoksens huvudavrinningsområde. 